# تيودور كاسيريو

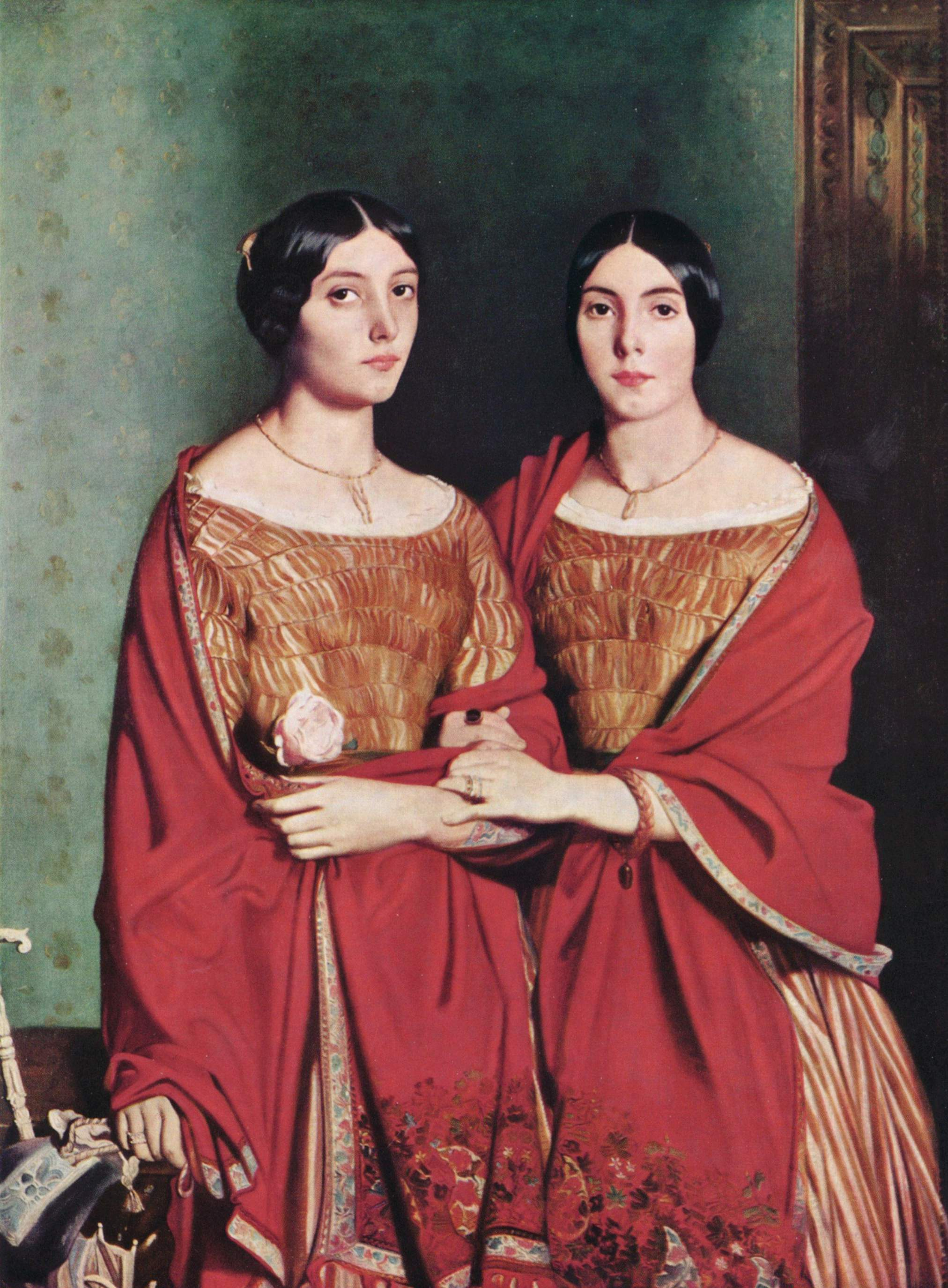
الأختان بريشة تيودور كاسيريو. متحف اللوفر في باريس، فرنسا

تيودور كاسيريو (بالفرنسية Théodore Chassériau) 20 سبتمبر 1819-8أكتوبر 1856) كان رساما فرنسيا مختص بالرسوم الرومانسية، أشتهر لأعماله الفنية الخاصة بتصوير الوجوه والعمال الدينية، عديد من أعماله الفنية مستوحاع من زيارته ل الجزائر

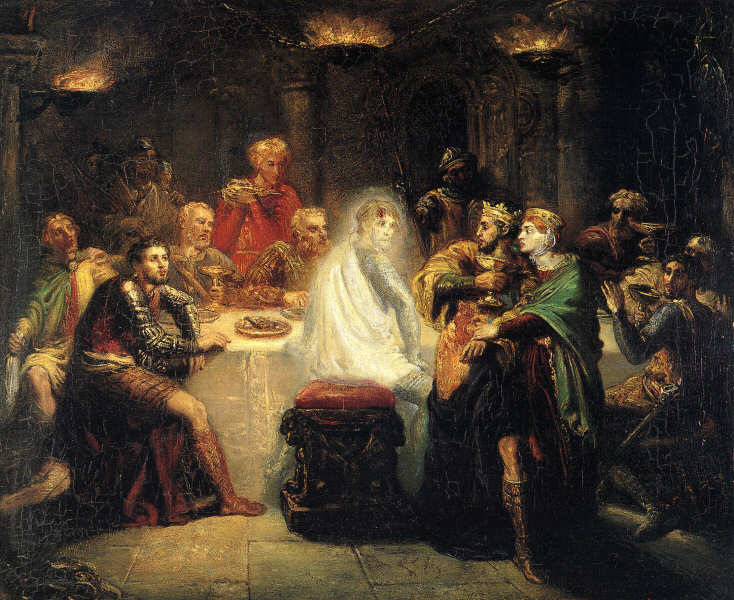
1845 مشهد من مسرحية شيكسبير ماكبث

## روابط خارجية
- تيودور كاسيريو على موقع الموسوعة البريطانية (الإنجليزية)
- تيودور كاسيريو على موقع ميوزك برينز (الإنجليزية)
- الموقع من 'أصدقاء تيودور Chassériau' (فرنسا)